# 阿德里安·勒內·弗朗謝
阿德里安·勒內·弗朗謝（法語：Adrien René Franchet，1834年4月21日—1900年2月15日）是一名法國植物學家，任職於巴黎國立自然史博物館。
他根據法國天主教在華傳教士譚衛道、賴神甫、保羅·吉拉姆·法爾熱、蘇烈等人的收藏，撰寫了大量描述中國和日本植物區系的著作。
他是許多植物分類學著作的作者，包括報春花屬和杜鵑花屬的大量物種。

## 外部連結
- 开放图书馆中阿德里安·勒內·弗朗謝的著作